# Наговіцин В'ячеслав Володимирович
Нагові́цин В'ячесла́в Володи́мирович (*2 березня 1956) — другий Президент Бурятії, російський державний діяч.
Народився В'ячеслав Володимирович 2 березня 1956 року в місті Глазов Удмуртської АРСР. В 1978 році закінчив Томський політехнічний інститут за спеціальністю інженер-механік. Після закінчення працював на Томському приладобудівному заводі інженером, потім секретарем комітету комсомолу, заступником начальника цеху і самим начальником. В 1986 році був назначений інженером на Томський завод вимірювальної апаратури, пізніше — генеральним директором. В 1992 році закінчив Академію народного господарства при Уряді Росії за спеціальністю менеджер найвищої кваліфікації. З березня 1998 по грудень 1999 років працював на посаді заступника голови адміністрації Томської області з промисловості та підтримці підприємництва.
В грудні 1999 року Наговіцин очолив Уряд Томської області, одночасно займаючи посаду першого заступника голови адміністрації Томської області. З 2002 року — голова координаційної ради з лісового господарства та лісопромислового комплексу Міжрегіональної асоціації «Сибірська домовленість». Також він очолив обласну тристоронню комісію з регулювання соціально-трудових відносин, регіональне відділення комісії з підготовки управлінських кадрів, координаційну раду з розвитку кадрового потенціалу області.
4 червня 2007 року Президент Росії Володимир Путін вніс кандидатуру Наговіцина на розгляд Народного Хурала Республіки Бурятія для надання йому повноважень Президента Бурятії. 15 червня Народний Хурал затвердив його на посаді Президента та голови Уряду Бурятії. Він змінив на цій посаді Леоніда Потапова. 28 червня Наговіцин звільнений з посади першого заступника губернатора Томської області. 10 липня 2007 року пройшла його інавгурація.

## Санкції
Наговіцин В'ячеслав,  ратифікував рішення уряду «Договір про дружбу, співробітництво і взаємодопомогу між Російською Федерацією та Донецькою Народною Республікою та між Російською Федерацією та Луганською Народною Республікою». В'ячеслав Наговіцин є підсанкційною особою багатьох країн світу.

## Сім'я
В'ячеслав Володимирович одружений, має 2 синів та дочку, а також 2 внуків.